# Ga Phạm Xá
Ga Phạm Xá là một nhà ga xe lửa tại xã Tuấn Hưng huyện Kim Thành tỉnh Hải Dương. Nhà ga là một điểm của đường sắt Hà Nội - Hải Phòng và nối với ga Lai Khê với ga Phú Thái.